# Jonathan Bellis
Jonathan Bellis (født 16. august 1988) er en forhenværende cykelrytter fra Douglas, Isle of Man.
Han fik bronze ved landevejsløbet under U23-VM i 2007.
Efteråret 2008 blev han stagiaire på Team CSC-Saxo Bank, og skrev senere en professionel kontrakt med holdet. Efter et forfærdeligt trafikuheld og en længerevarende periode i koma, vendte Bellis tilbage til cykelsporten for Team Saxo Bank. Han forlod holdet i 2011. Efter nogle år i forskellige hold, cyklede han i 2014 for det danske continentalhold Christina Watches-Kuma.